# Aeroportul Van Don
Aeroportul Van Don (IATA: VDO, ICAO: VVVD) este un aeroport din Vân Đồn⁠(d), Quảng Ninh, Vietnam. Aeroportul a fost tranzitat în 2019 de 260.434 de pasageri. A fost deschis în 2017.
aeroportul dispune de 1 pistă.

## Infrastructură

### Piste
Aeroportul dispune de o singură pistă. Pista 03/21 are suprafața de asfalt și dimensiunile 3.600 m × 45 m. 